# Presidential Commission (Irland)
Die Presidential Commission (irisch Coimisiún na hUachtaránachta, „Kommission der Präsidentschaft“) ist ein kollektives Organ der Republik Irland und gilt als Vertretung des Präsidenten in seiner Abwesenheit. Tagungsort ist Áras an Uachtaráin. 
Im Einzelnen umfasst die Presidential Commission folgende Personen:
- den Chief Justice of Ireland (Príomh-Bhreitheamh na hÉireann) – den obersten irischen Richter
- den Ceann Comhairle – Sprecher des Dáil Éireann
- den Cathaoirleach – Vorsitzender des Seanad Éireann

## Machtbefugnisse
Die Kommission kann alle Aufgaben und Funktionen des Präsidenten von Irland übernehmen,
- wenn der Präsident sein Amt aufgrund von Tod, Rücktritt oder eines laufenden Amtsenthebungsverfahrens nicht ausführen kann
- in der Zeit zwischen Ende der Amtszeit des alten und Amtseinführung eines neuen Präsidenten
- wenn der Präsident vorübergehend sein Amt nicht ausüben kann, z. B. aufgrund von Krankheit, Auslandsbesuchen oder anderweitigen Tätigkeiten
- wenn sich der Präsident weigert, sein Amt auszuführen

## Ursprung
Die Kommission wurde durch die irische Verfassung aus dem Jahr 1937 geschaffen und trat erstmals in der Zeit vom Dezember 1937 (Inkrafttreten der Verfassung) und Juni 1938 (Amtseinführung des 1. Präsidenten) zusammen. Da in der Anfangszeit noch kein irischer Senat gewählt war, übernahm in dieser Zeit der Präsident des obersten Gerichtshofes (An Ard-Chúirt) den Sitz des Cathaoirleach.